# 長津郡
長津郡（：／ Jangjin gun */?）是朝鮮民主主義人民共和國咸鏡南道西北部一個郡，西鄰慈江道、平安南道。西枕狼林山脈，東為蓮花山、赴戰嶺山脈。中間是高原，長津江縱貫南北。面積1,887.46平方公里，2008年人口64,681人。
1667年始有長津之名。1843年設郡。

## 行政區劃
長津郡下分1邑、3勞動者區、16里。

### 邑
- 長津邑

### 勞動者區
1. 萬豐勞動者區
2. 陽地勞動者區
3. 黄草勞動者區

### 里
1. 葛田里
2. 藪水
3. 島内里
4. 龍虎里
5. 柳潭里
6. 林産里
7. 袂物里
8. 白岩里
9. 西木里
10. 束沙里
11. 新大里
12. 新興里
13. 養苗里
14. 清凉里
15. 畜田里
16. 豐流里

## 参照
- 長津湖